# Västmanlands regemente
Västmanlands regemente – jeden z pułków piechoty szwedzkiej, istniejący w latach 1628–1927 oraz 1994–1997.
Walczył m.in. pod Narwą (1700), nad Dźwiną (1701), pod Kliszowem (1702) i pod Wschową (1706).
W ostatnim okresie istnienia stacjonował w Västerås.

## Skład
| 1634 - Livkompaniet - Överstelöjtnantens kompani - Majorens kompani - Bergslags kompani - Strömsholms kompani - Väsby kompani - Salbergs kompani - Kungsörs kompani | 1814 - Livkompaniet - Folkare kompani - Väsby kompani - Salbergs kompani - Västerås kompani - Strömsholms kompani - Bergs kompani - Kungsörs kompani |